# Секстий Нигер
Секстий Нигер (на латински: Sextius Niger) от плебейския род Секстии е древноримски лекар и фармаколог, автор на трудове по фармакология по времето на римския император Август през 1 век.
Той е син на Квинт Секстий Стари (fl. ок. 50 пр.н.е.) – римски философ – стоик и основател на философско училище по времето на Гай Юлий Цезар през 1 век пр.н.е.
Според Педаний Диоскурид и Плиний Стари неговото произведение по фармация materia medica е писано на гръцки език с титлата περὶ ὕλης.